# Budziszcza (rejon mohylewski)
Budziszcza (biał. Будзішча; ros. Будище) – wieś na Białorusi, w obwodzie mohylewskim, w rejonie mohylewskim, w sielsowiecie Wiendaraż.